# Cerkev sv. Maksimilijana, Bischofshofen
Rimskokatoliška župnijska cerkev v Bischofshofnu ali cerkev sv. Maksimilijana je v kraju Bischofshofen v okrožju St. Johann im Pongau v zvezni deželi Salzburg. Župnijska cerkev sv. Maksimilijana pripada dekaniji svetega Johana im Pongaua v nadškofiji Salzburg. Cerkev je spomeniško zaščitena..

## Zgodovina
Cerkev stoji na mestu Cella Maximiliana (Maksimilijanova celica), matične veje Innengebirge (del posesti salzburške nadškofije v srednjem in zgodnjem novem veku), ki sta jo ustanovila sveti Rupert in bavarski vojvoda Theodbert; stara je kot salzburška škofija in samostan Nonnberg, ki je bil zgrajen istočasno leta 711 / 12. V 11. stoletju se je razvil avguštinski samostan Pongau (Pongo, Pongowe).
Rezultat izkopavanj leta 1953 je najdba prejšnje stavbe. Ta cerkev je bila avguštinska samostanska cerkev. Prečna zgradba je bila približno velikosti današnje, v pravokotnih nišah je bilo pet oltarjev. Natančnega datuma za prvotno cerkev ni bilo mogoče dati, vprašljiva sta 8. in 11. stoletje. Iz nje izvira tudi  Rupertov križ iz Bischofshofna, najstarejši znani krščanski umetniški predmet v Avstriji, ki ga lahko danes vidimo v stolničnem muzeju Salzburg .
Leta 1215 so podružnico dobili škofje iz Chiemseeja, nova sufraganska škofija Salzburga, ki so opustili samostan, uporabili prostore za svoj sedež in samostansko stavbo, ki se je takrat imenovala škofovski dvor, spremenili v gospodarsko posest, Kastenhof. Namesto Liebfrauenkirche je cerkev postala nova župnijska cerkev desničarskega suverena Chiemseeja Hofmarka, medtem ko je ta ostala pri župnijski cerkvi Pfarrwerfen. V tega obdobja bo verjetno današnji objekt. To je redek koncept za alpsko območje s transeptom in križiščem, ki spominja na renske modele iz tega obdobja. Prečna zgradba je bila verjetno dodana v 13. stoletju, kor, ki ostaja v današnji obliki, je bil verjetno dodan v 14. stoletju. Leta 1327 so poročali o posvetitvi kora. V kornem delu so ohranjeni tudi ostanki poznoromanske stavbe. Vzhodno in južno krilo Kastenhofa (današnja mestna hiša, Kastenturm) in pravokotna postavitev njegovega notranjega dvorišča še vedno spominjata na samostanski izvor cerkve.
Cerkev je današnji videz dobila v 15. stoletju (okoli leta 1450) . Kor je bil ponovno obokan. Obok v križišču je poudarjen z mogočnimi stebri, vzporedni rebrasti obok kora ima nekoliko moreč učinek . Nekdanja zahodna galerija je bila prvotno obokana, vendar je bila pozneje porušena. Transept je razdeljen na tri območja s kvadratnimi stebri. V srednjem delu je okoli sklepnika razporejenih osem reber. Nad njim je bil zgrajen kvadratni stolp, pravijo naj bi bil spomin na sv. Maksimilijana. Zvezdni oboki stranskih hodnikov so razporejeni v zrcalni podobi.
Ko je stari Kastenhof leta 1775 postal žrtev poplave potoka Gainfeldbach, sta ostala samo cerkev in Kastenturm.
Celovita prenova je bila izvedena v letih 1982/83 in zunaj 1985/86 , nadaljnje obnove sobile leta 1999  in 2010–2011.

## Oprema

### Freske
Na severni steni so ohranjeni ostanki poznogotskega cikla fresk iz okoli leta 1490. Cikel prikazuje Kristusov pokop, Kristusov spust v podzemlje, Vstajenje in Kalvarija. Podobe so skozi stoletja močno zbledele. Druga freska, vzhodno, tudi iz okoli leta 1490, prikazuje Jožefovo smrt. Spodaj je serija slik z zgodbo o Kristusovem trpljenju, ki sega do vstajenja. To delo je verjetno nastalo po letu 1600, posnema posti prt . Freske na južni steni so bile naslikane od leta 1651 do 1654, prikazujejo Beg v Egipt, Pomor otrok v Betlehemu in sv. Michael.
- Freske
- Baročni Pasijon
- Baročni Pasijon
- Baročni Pasijon

### Oltarji
- Visoki oltar je bil narejen na Bavarskem okoli leta 1680. Dvonadstropna struktura z vijugastimi stebri izgleda veličastno. Milostni stol je prikazan v spodnjem delu, zasnovan je kot poznogotski izrezljan oltar. Ob njem so figure cesarja Henrika in njegove žene sv. Kunigunde, pa tudi figure matere Ane in Jožefa. Skulpturo sv. Maksimilijana je leta 1923 dopolnil Johann Senoner.
- Za gradnjo obeh stranskih oltarjev so bili uporabljeni ostanki dveh baročnih oltarjev iz Lungaua. Podobe na desnem stranskem oltarju, ki mu pravijo tudi križni oltar, prikazuje baročno razpelo, poznogotski figuri Marije in Janeza pa izvirata iz nekdanje skupine križanja. Na levem oltarju je Mati božja z otrokom Jezusom in svetnicami Margareto in Barbaro. Figure je izklesal salzburški umetnik okoli leta 1490 [9].

### Drugo
- Majhna slika iz okoli leta 1500 z upodobitvijo Hieronima visi na stebru v ladji. Iz tega časa velja za pričevanje o zasebni pobožnosti.
- Nad grobom škofa Silvestra Pfliegerja visi oltarna slika, ki prikazuje Češčenje kraljev. Leta 1693 jo je naslikal Johann Friedrich Pereth.
- Oltar svetega Štefana je bil porušen leta 1950, bil je samostanski oltar.
- Gotski krstilnik je izdelan iz marmorja. Njegova baročna kapa je okronana s kipcem Janeza Krstnika, ki je bil izdelan v prvi polovici 17. stoletja.
- V južnem kraku je baročno oltar. Skupino Ana Samotretja je ustvaril štajerski mojster Lienhart Astl v prvi tretjini 16. stoletja.
- Friz pod skupino Ane Samotretje prikazuje Jezusa z dvanajstimi apostoli. Na konzolah na straneh sta lika Janeza Nepomuka in Antona Padovanskega. Baročna kipca predstavljata Notburga in Florijana.
- Rupertov križ je lesen križ na stojalu. Obložen je s pozlato in vtisnjeno bakreno pločevino. Okrašen je z rastlinskimi viticami in živalskimi motivi, v katere so vstavljeni stekleni dragulji. Križ je bil verjetno narejen v Angliji ali na Irskem v drugi polovici 8. stoletja [10]. V Salzburg so ga pripeljali pod škofom Virgilom. Križ je najstarejše sveto umetniško delo v Avstriji. Brez osnove je visok 147 cm, prej so ga uporabljali za slovesno bogoslužje v stolnici [11].
- Diptih, ki ga je mogoče zložiti. Ustvaril ga je okoli leta 1450 slikar Conrad Laib iz Salzburga. Plošča velja za glavno delo slikarstva v tistem času. Zunaj prikazuje župnika Heinricha Plehuberja, kot je pokleknil pred sv. Maksimilijanom. Na notranjo stran mize so prilepljeni pergamentni listi z izvlečki iz najstarejših virov o zgodovini samostana.[12]

### Silvesterkapelle
Grobna kapela škofa Silvestra Pfliegerja je v severnem kraku. Prvotno je bil predviden sarkofag, kar je razvidno iz slike z zbledelo sliko na podstavku. Visoki grob je edini te vrste v cerkvah v Salzburgu. Figura pokojnega škofa je najverjetneje delo Hansa Baldaufa iz Salzburga .
- Pogledi
- Notranjost
- sv. Barbara
- sv. Margareta
- cesar Henrik